# Wesley Prince
Clarence Wesley Prince (Pasadena, 8 april 1907 - Los Angeles, 30 oktober 1980) was een Amerikaanse jazz- en R&B-muzikant. Het instrument waar hij beroemd mee werd is de contrabas.
Prince werd geboren in Pasadena, Californië. Zijn vader was predikant; zijn broer was de jazzmuzikant Henry Prince.
Hij speelde van 1937 tot en met 1942 in The Nat King Cole Trio, samen met zanger/ pianist Nat King Cole en gitarist Oscar Moore.
- Bibliothèque nationale de France: cb13949756p (data)
- International Standard Name Identifier: 0000 0000 2934 8108
- Library of Congress Control Number: n92048076
- MusicBrainz: 1107635e-6408-4f3a-a851-70346bf46f7c
- Nationale Bibliotheek van Israël: 987007342984105171
- Nederlandse Thesaurus van Auteursnamen: 07149488X
- Istituto Centrale per il Catalogo Unico: DDSV055288
- Système universitaire de documentation: 160841607
- Virtual International Authority File: 168141230
- WorldCat: E39PBJmTtBT6Ggg8gCf8p9g9Xd